# Молчанов Михайло Григорович
Михайло Григорович Молчанов (1912, місто Коростень, тепер Житомирська область? — 15 грудня 1964, місто Коростень Житомирської області) — український радянський діяч, залізничник, машиніст паровозного депо станції Коростень Житомирської області. Депутат Верховної Ради УРСР 6-го скликання (у 1963—1964 роках).

## Біографія
Народився в багатодітній родині залізничного кондуктора станції Коростень. Закінчив чотири класи початкової школи. Трудову діяльність розпочав кочегаром паровозного депо станції Коростень Південно-Західної залізниці.
З 1930-х років по 1941 рік — помічник машиніста, машиніст паровозного депо станції Коростень Південно-Західної залізниці Житомирської області. Водив великовагові поїзди, економив паливо, навчав професії машиніста молодих залізничників.
Під час німецько-радянської війни у липні 1941 року за порятунок поїзда з боєприпасами на станції Омелянівка (Яблунець) був нагороджений знаком «Почесний залізничник». Потім перебував у евакуації у східних районах СРСР, працював машиністом.
З 1946 по 1964 рік — машиніст паровозного депо станції Коростень Південно-Західної залізниці Житомирської області. Першим розпочав водити великовагові поїзди кільцем Коростень—Олевськ—Овруч на Житомирщині.

## Нагороди
- ордени
- медалі
- знак «Почесний залізничник» (1941)